# 片山愁
片山 愁（1965年1月25日—），日本漫畫家。新潟縣上越市出身。

## 作品
- 《學園便利屋》系列
  1. 《BLIZZARD★SENSATION》、全1冊
  2. 《迴轉謎宮》、全1冊
  3. 《水晶眼瞳》、全1冊
  4. 《SPEEDY AGE》、全1冊
  5. 《水晶的記憶》、全1冊
- 《東京浪漫細工》系列
  1. 《東京浪漫細工》、全1冊
  2. 《續東京浪漫細工》、全1冊
- 幻影歌姬珈琉朵、全2冊、原名、工藤治/原作
- 白龍傳說、原名
- 童話新短路、全1冊、（以《白龍傳說》為人物的短篇）
- 嵐雪記

## 外部連結
- （日語）月晶幻燈館 （页面存档备份，存于）（公式網站）